# Alfredo Carricaberry
Alfredo Demetrio Carricaberry (* 8. Oktober 1900 in Colón; † 23. September 1942 in Buenos Aires) war ein argentinischer Fußballspieler. Er spielte einen Großteil seiner Karriere bei San Lorenzo de Almagro. Er nahm mit der Mannschaft an den Olympischen Spielen 1928 in Amsterdam teil und gewann die Silbermedaille.

## Biographie
Caricaberry spielte auf der Position des rechten Flügelspielers und begann seine Karriere in der Jugendabteilung des Club Floresta in Buenos Aires. Er wechselte dann zu Estudiantil Porteño. 1919 schloss er sich dem Club Atlético San Lorenzo de Almagro an, für den er bis 1930 in 297 Spielen 104 Tore erzielte. Damit ist er an fünfter Stelle der Spieler mit den meisten Einsätzen für San Lorenzo.
1920 debütierte Caricaberry in der Primera División gegen den Racing Club de Avellaneda und erzielte sein erstes Tor für San Lorenzo. 1923 gewann er den ersten Ligatitel mit seinem Verein und war auch der beste Torschütze seines Teams. Im darauffolgenden Jahr gewann er mit San Lorenzo die zweite Meisterschaft in Folge.
Carricaberry spielte erstmals im November 1922 unter José Lago Millán in der argentinischen Nationalmannschaft gegen Uruguay. Argentinien verlor mit 1:2 das Spiel, Carricaberry erzielte das Tor für Argentinien. 1927 bestritt Argentinien zwei Freundschaftsspiele gegen Real Madrid in Buenos Aires. Beim zweiten Spiel erzielte er zwei Tore beim 3:2-Sieg seines Landes.
Carricaberry gewann 1927 einen weiteren Meistertitel mit San Lorenzo und er war wieder der beste Torschütze seines Teams. Er blieb bis 1932 bei San Lorenzo und ging dann zum Erzrivalen Club Atlético Huracán. Er spielte eine Saison dort, erzielte aber nur ein Tor. Carricaberry wechselte zu Argentinos Juniors, wo er 1937 seine Karriere beendete.
Carricaberry gewann 1927  mit dem Nationalteam das Campeonato Sudamericanp. Im folgenden Jahr gewann er bei den Olympischen Sommerspielen 1928 in Amsterdam die Silbermedaille. Argentinien verlor das Finale gegen Uruguay.
Carricaberry starb am 23. September 1942 im Alter von 41 Jahren an einem Herzinfarkt.

## Titel
Club
- Primera División: 1923, 1924, 1927 (mit San Lorenzo)

Nationalteam
- Copa América: 1927
- Olympische Sommerspiele: Silber 1928